# Morganella

Morganella morganii al microscopio a forza atomica (AFM).

Morganella Fulton, 1943 è un genere di batteri gram negativi tra le cause comuni di infezioni nosocomiali in pazienti immunocompromessi.
Tipicamente provoca infezioni produttive del tratto urinario e si rinviene spesso nelle donne incinte, ma non è da considerarsi un batterio particolarmente pericoloso. 
Può però provocare indirettamente la sindrome sgombroide, perché produce l'enzima istidina-decarbossilasi che può trasformare in istamina (una ammina biogenica)  l'istidina presente naturalmente in molti tipi di pesce. Questo è uno dei motivi per cui il pesce va immagazzinato sempre a basse temperature.